# Platyla talentii
Platyla talentii is een slakkensoort uit de familie van de Aciculidae. De wetenschappelijke naam van de soort is voor het eerst geldig gepubliceerd in 2008 door Bodon & Cianfanelli.